# Эукариоты

Диаграмма типичной клетки животного. Отмеченные органеллы:
1. Ядрышко
2. Ядро
3. Рибосома
4. Везикула
5. Шероховатый (гранулярный) эндоплазматический ретикулум
6. Аппарат Гольджи
7. Цитоскелет
8. Гладкий (агранулярный) эндоплазматический ретикулум
9. Митохондрия
10. Вакуоль
11. Гиалоплазма
12. Лизосома
13. Центросома (центриоль)

Эукарио́ты (устар. «эвкарио́ты»; лат. Eukaryota от др.-греч. εὖ- «хорошо; полностью» + κάρυον «орех; ядро»), или я́дерные, — домен (надцарство) живых организмов, клетки которых содержат ядро. Эукариотами, в частности, являются животные, грибы и растения. Организмы, в клетках которых ядра нет (бактерии и археи), называются прокариотами. Вирусы, вироиды и пр.  не относятся ни к прокариотам, ни к эукариотам; более того, даже вопрос, считать ли их живыми организмами, является дискуссионным.

## Описание
Животные, растения, грибы, а также группы организмов под общим названием протисты — все являются эукариотическими организмами. Они могут быть одноклеточными и многоклеточными, но все имеют общий план строения клеток. Считается, что все эти столь несхожие организмы имеют общее происхождение, поэтому группа ядерных рассматривается как монофилетический таксон наивысшего ранга. Согласно наиболее распространённым гипотезам, эукариоты появились 1,6—2,1 млрд лет назад. Важную роль в эволюции эукариот сыграл симбиогенез — симбиоз между эукариотической клеткой, видимо, уже имевшей ядро и способной к фагоцитозу, и поглощёнными этой клеткой бактериями — предшественниками митохондрий и пластид.

## Строение эукариотической клетки

Эндомембранная система и её компоненты

Эукариотические клетки в среднем намного крупнее прокариотических, разница в объёме достигает тысячи раз. Клетки эукариот включают около десятка видов различных структур, известных как органеллы (другое название, реже употребляемое в научной литературе, — органоиды), из которых многие отделены от цитоплазмы одной или несколькими мембранами (в прокариотических клетках внутренние органоиды, окружённые мембраной, встречаются редко). Ядро — часть клетки, окружённая у эукариот двойной мембраной (двумя элементарными мембранами) и содержащая генетический материал: молекулы ДНК, «упакованные» в хромосомы. Ядро обычно одно, но бывают и многоядерные клетки.

## Деление на царства
Существует несколько вариантов деления домена эукариот на царства. Первыми были выделены царства растений и животных. Затем было выделено царство грибов, которые, по мнению большинства биологов, не могут быть причислены ни к одному из этих царств из-за биохимических особенностей. Также некоторые авторы выделяют царства протистов или простейших и хромистов. Некоторые системы насчитывают до 20 царств. По системе Томаса Кавалье-Смита, все эукариоты подразделяются на два монофилетических таксона (поддомена) — униконтов (Unikonta) и биконтов (Bikonta). Положение таких эукариот, как Collodictyon и Diphylleia rotans, на данный момент не определено.

## Отличия эукариот от прокариот
Важнейшая, основополагающая особенность эукариот связана с расположением генетического аппарата в клетке. Генетический аппарат всех эукариот находится в ядре и защищён ядерной оболочкой. ДНК эукариот линейная (у прокариот ДНК кольцевая и находится в особой области клетки — нуклеоиде, который не отделён мембраной от остальной цитоплазмы). Она связана с белками-гистонами и другими белками хромосом, которых нет у бактерий.
В жизненном цикле эукариот обычно присутствуют две ядерные фазы (гаплофаза и диплофаза). Первая фаза характеризуется гаплоидным (одинарным) набором хромосом, далее, сливаясь, две гаплоидные клетки (или два ядра) образуют диплоидную клетку (ядро), содержащую двойной (диплоидный) набор хромосом. Иногда при следующем делении, а чаще спустя несколько делений клетка вновь становится гаплоидной. Такой жизненный цикл и в целом диплоидность для прокариот не характерны.
Третье, пожалуй, самое интересное отличие, — это наличие у эукариотических клеток особых органелл, имеющих свой генетический аппарат, размножающихся делением и окружённых мембраной. Эти органеллы — митохондрии и пластиды. По своему строению и жизнедеятельности они поразительно похожи на бактерий. Это обстоятельство натолкнуло современных учёных на мысль, что подобные организмы являются потомками бактерий, вступившими в симбиотические отношения с эукариотами. Прокариоты характеризуются малым количеством органелл, и ни одна из них не окружена двойной мембраной. В клетках прокариот нет эндоплазматического ретикулума, аппарата Гольджи, лизосом.
Ещё одно важное различие между прокариотами и эукариотами — наличие у эукариот эндоцитоза, в том числе у многих групп — фагоцитоза. Фагоцитозом (дословно — «поедание клеткой») называют способность эукариотических клеток захватывать, заключая в мембранный пузырёк, и переваривать самые разные твёрдые частицы. Этот процесс обеспечивает в организме важную защитную функцию. Впервые он был открыт И. И. Мечниковым у морских звёзд. Появление фагоцитоза у эукариот скорее всего связано со средними размерами (далее о размерных различиях написано подробнее). Размеры прокариотических клеток несоизмеримо меньше, и поэтому в процессе эволюционного развития эукариот у них возникла проблема снабжения организма большим количеством пищи. Как следствие, среди эукариот появляются первые настоящие, подвижные хищники.
Большинство бактерий имеет клеточную стенку, отличную от эукариотической (далеко не все эукариоты имеют её). У прокариот это прочная структура, состоящая главным образом из муреина (у архей из псевдомуреина). Строение муреина таково, что каждая клетка окружена особым сетчатым мешком, являющимся одной огромной молекулой. Среди эукариот клеточную стенку имеют многие протисты, грибы и растения. У грибов она состоит из хитина и глюканов, у низших растений — из целлюлозы и гликопротеинов, диатомовые водоросли синтезируют клеточную стенку из кремниевых кислот, у высших растений она состоит из целлюлозы, гемицеллюлозы и пектина. Видимо, для более крупных эукариотических клеток стало невозможно создавать достаточно прочную клеточную стенку из одной молекулы. Это обстоятельство могло заставить их использовать для клеточной стенки иной материал. Другое объяснение состоит в том, что общий предок эукариот в связи с переходом к хищничеству утратил клеточную стенку, а затем были утрачены и гены, отвечающие за синтез муреина. При возврате части эукариот к осмотрофному питанию клеточная стенка появилась вновь, но уже на другой биохимической основе.
Разнообразен и обмен веществ у бактерий. Вообще всего выделяют четыре типа питания, и среди бактерий встречаются все. Это фотоавтотрофные, фотогетеротрофные, хемоавтотрофные, хемогетеротрофные (фототрофные используют энергию солнечного света, хемотрофные используют химическую энергию). Эукариоты же либо сами синтезируют энергию из солнечного света, либо используют готовую энергию такого происхождения. Это может быть связано с появлением среди эукариотов хищников, необходимость синтезировать энергию для которых отпала.
Ещё одно отличие — строение жгутиков. У бактерий жгутиками являются полые нити диаметром 15—20 нм из белка флагеллина. Строение жгутиков эукариот гораздо сложнее. Они представляют собой вырост клетки, окружённый мембраной, и содержат цитоскелет (аксонему) из девяти пар периферических микротрубочек и двух микротрубочек в центре. В отличие от вращающихся прокариотических жгутиков жгутики эукариот изгибаются или извиваются.
Две группы рассматриваемых нами организмов, как уже было сказано, сильно отличаются и по своим средним размерам. Диаметр прокариотической клетки составляет обычно 0,5—10 мкм, когда тот же показатель у эукариот составляет 10—100 мкм, соответственно объём такой клетки в 1000—10 000 раз больше, чем прокариотической.
Рибосомы прокариот мелкие (70S-типа). Клетки эукариот содержат как более крупные рибосомы 80S-типа, находящиеся в цитоплазме, так и 70s-рибосомы прокариотного типа, расположенные в митохондриях и пластидах.
Видимо, различается и время возникновения этих групп. Первые прокариоты возникли в процессе эволюции около 3,5 млрд лет назад, от них около 1,2 млрд лет назад произошли эукариотические организмы.